# Classe Apollo (incrociatore)
La classe Apollo fu una classe di incrociatori protetti di seconda classe costruiti per la Royal Navy alla fine del XIX secolo che servirono durante la seconda guerra boera e la prima guerra mondiale.
Attorno al 1907 gli incrociatori Latona, Apollo, Intrepid, Iphigenia, Andromache, Naiad e Thetis furono convertiti in incrociatori posamine.

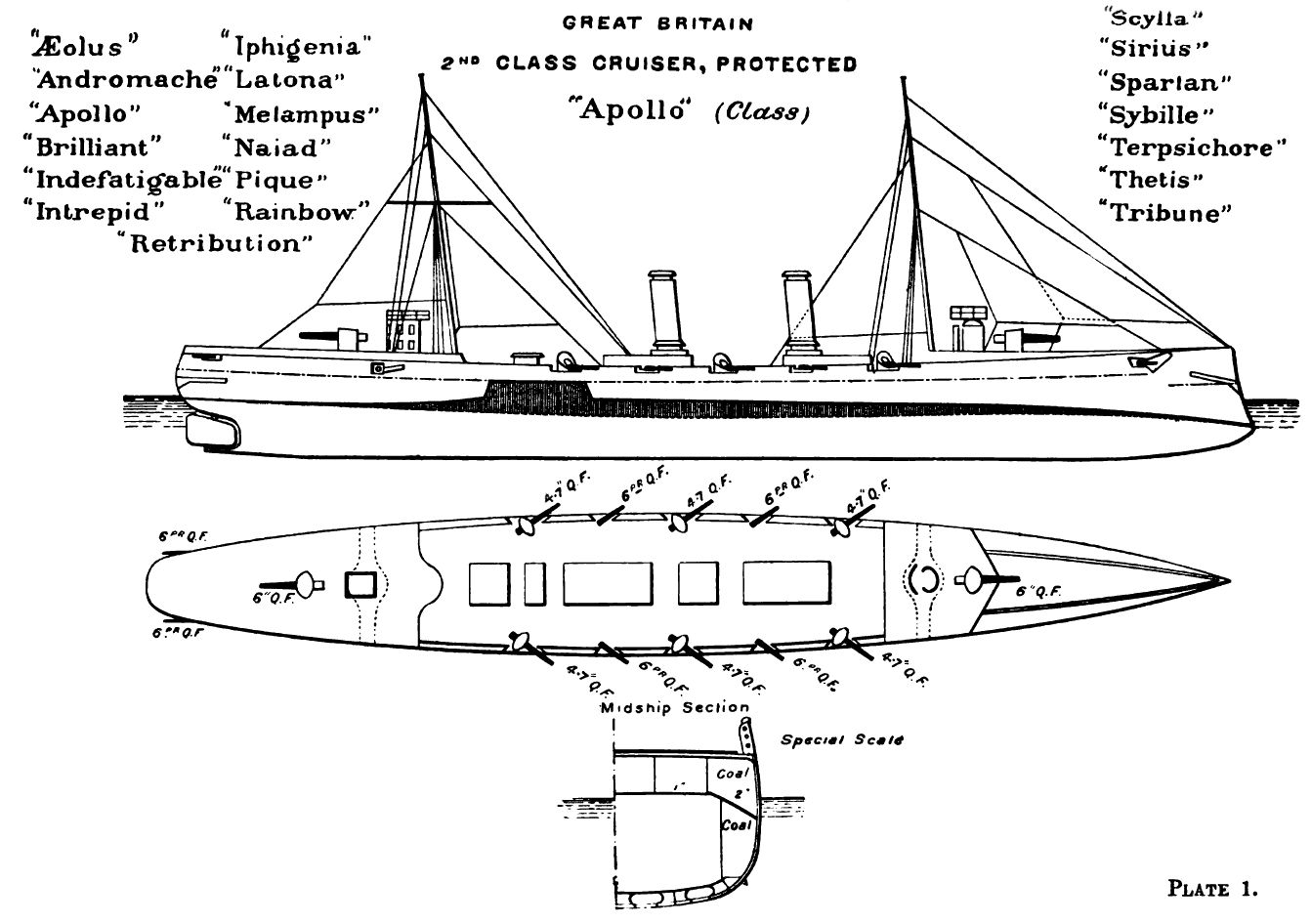
Profilo e pianta della classe Apollo come presentata sul Brassey's Naval Annual del 1897.

## Servizio
Sotto il Naval Defence Act del 1889 furono costruiti ventuno incrociatori della classe Apollo, insieme ad altri otto con progetto modificato (classe Astraea).
Durante l'ultimo anno della prima guerra mondiale le navi sopravvissute erano ormai datate e sei di queste furono trasformate in blockship da affondare all'entrata dei porti occupati dai tedeschi in Belgio. Gli incrociatori Intrepid, Iphigenia e Thetis furono sacrificati il 23 aprile 1918 durante un raid su Zeebrugge;  La Brilliant e la Sirius furono sacrificati senza successo in un simile raid su Ostenda. Un ulteriore tentativo di bloccare il porto di Ostenda in maggio prevedeva l'autoaffondamento delle navi Sappho e Vindictive (quest'ultima classe Arrogant), ma la Sappho ebbe un guasto sulla rotta per Ostenda e ritornò alla base.

## Unità
| Nome          | Costruttore                  | Impostazione     | Varo             | Completamento | Destino finale                                                               |
| ------------- | ---------------------------- | ---------------- | ---------------- | ------------- | ---------------------------------------------------------------------------- |
| Andromache    | Arsenale di Chatham          | 29 aprile 1889   | 14 agosto 1890   | Dicembre 1891 | Demolita nel 1920                                                            |
| Apollo        | Chatham Dockyard             | 27 maggio 1889   | 10 febbraio 1891 | Aprile 1892   | Demolita nel 1920                                                            |
| Latona        | Vickers, Barrow-in-Furness   | 22 agosto 1889   | 22 maggio 1890   | Aprile 1891   | Venduta nel 1920                                                             |
| Melampus      | Vickers, Barrow-in-Furness   | 30 agosto 1889   | 2 agosto 1890    | Dicembre 1891 | Demolita nel 1910                                                            |
| Naiad         | Vickers, Barrow-in-Furness   | 3 ottobre 1889   | 29 novembre 1890 | Gennaio 1892  | Demolita nel 1922                                                            |
| Sappho        | Samuda Brothers, Poplar      | 29 ottobre 1889  | 9 maggio 1891    | Febbraio 1893 | Demolita nel 1921                                                            |
| Scylla        | Samuda Brothers, Poplar      | 29 ottobre 1889  | 17 ottobre 1891  | Aprile 1893   | Demolita nel 1914                                                            |
| Sybille       | Robert Stephenson, Hebburn   | 11 ottobre 1889  | 27 dicembre 1890 | Maggio 1894   | Affondata nel 1901                                                           |
| Terpsichore   | J & G Thomson, Clydebank     | 27 agosto 1889   | 30 ottobre 1890  | Aprile 1892   | Demolita nel 1914                                                            |
| Thetis        | J & G Thomson, Clydebank     | 29 ottobre 1889  | 13 dicembre 1890 | Aprile 1892   | Usata come blockship nel 1918                                                |
| Tribune       | J & G Thomson, Clydebank     | 11 dicembre 1889 | 24 febbraio 1891 | Maggio 1892   | Demolita nel 1911                                                            |
| Aeolus        | Arsenale di Devonport        | 19 marzo 1890    | 13 novembre 1891 | Giugno 1893   | Demolita nel 1914                                                            |
| Brilliant     | Arsenale di Sheerness        | 24 marzo 1890    | 24 giugno 1891   | Aprile 1893   | Usata come blockship nel 1918                                                |
| Indefatigable | London & Glasgow             | 6 settembre 1889 | 12 marzo 1891    | Aprile 1892   | Demolita nel 1913                                                            |
| Intrepid      | London & Glasgow             | 6 settembre 1889 | 20 giugno 1891   | Novembre 1892 | Usata come blockship nel 1918                                                |
| Iphigenia     | London & Glasgow             | 17 marzo 1890    | 19 novembre 1891 | Maggio 1893   | Usata come blockship nel 1918                                                |
| Pique         | Palmers, Jarrow              | 30 ottobre 1889  | 13 dicembre 1890 | Marzo 1893    | Demolita nel 1911                                                            |
| Rainbow       | Palmers, Jarrow              | 30 dicembre 1889 | 25 marzo 1891    | Gennaio 1893  | Ceduta nel 1910 alla Royal Canadian Navy come HMCS Rainbow. Vensuta nel 1920 |
| Retribution   | Palmers, Jarrow              | 31 gennaio 1890  | 6 agosto 1891    | Maggio 1893   | Demolita nel 1911                                                            |
| Sirius        | Armstrong Whitworth, Elswick | 7 ottobre 1889   | 27 ottobre 1890  | Aprile 1892   | Usata come blockship nel 1918                                                |
| Spartan       | Armstrong Mitchell, Elswick  | 16 dicembre 1889 | 25 febbraio 1891 | Luglio 1892   | Demolita nel 1931                                                            |